# Давст
Давст (монг.: Давст) — сомон аймаку Увс, Монголія. Площа 5,042 тис. км², населення 2,5 тис. Центр сомону селище Зун Хово лежить за 1480 км від Улан-Батора, за 137 км від міста Улаангом.

## Рельєф
Найвища точка Термес уул — 1736 м. Територією сомону протікають річки Хандгайт, Торхілог, у східній частині розташовано озеро Убсу-Нур.

## Клімат
Клімат різко континентальний. Щорічні опади 170 мм, середня температура січня −34°С, середня температура липня +19°С.

## Природа
Водяться рисі, вовки, лисиці, гірські барани, козулі, корсаки, зайці. Листяні та березові ліси, обліпиха, чорна смородина.

## Корисні копалини
Сомон багатий на кам'яне вугілля і сіль.

## Соціальна сфера
Є школа, лікарня, торговельно-культурні центри.